# Phyllanthe à gorge blanche
Kupeornis gilberti
Espèce
Statut de conservation UICN

 VU  : Vulnérable
Le Phyllanthe à gorge blanche (Turdoides gilberti) est une espèce de passereaux de la famille des Leiothrichidae.

## Distribution
Cet oiseau est endémique des forêts des hauts plateaux camerounais.

## Habitat
Il habite les montagnes humides tropicales et subtropicales.
Il est menacé par la perte de son habitat.